# لوران كليرك
لويس لوران ماري كليرك (بالفرنسية: Louis Laurent Marie Clerc)(
نطق فرنسي: [lɔʁɑ̃ klɛʁ] ؛ 26 ديسمبر 1785 - 18 يوليو 1869) كان مدرسًا فرنسيًا لُقِّب «رسول الصم في أمريكا» وكان يُعتبر أكثر الأشخاص الصم شهرةً في تاريخ الصم الأمريكي. قام بتدريسه آبي سيكارد والأصم جان ماسيو ‏ في المعهد الوطني للصم والبكم في باريس. مع توماس هوبكنز جالوديت ‏، شارك في تأسيس أول مدرسة للصم في أمريكا الشمالية في هارتفورد، ملجأ تعليم الصم والبكم، في 15 أبريل 1817 في فندق بينيت سيتي القديم، هارتفورد، كونيتيكت. تم تغيير اسم المدرسة لاحقًا إلى المدرسة الأمريكية للصم ‏، وفي عام 1821 انتقلت إلى 139 شارع ماين في ويست هارتفورد. تبقى المدرسة أقدم مدرسة للصم في أمريكا الشمالية.

## سيرته الشخصية
من مواليد 26 ديسمبر 1785 في لا بالم-ليه-جروتس، إزير، وهي قرية على الحافة الشمالية الشرقية من ليون. وُلد لجوزيف فرانسوا كليرك وماري إليزابيث كاندي في قرية لا بالم الصغيرة حيث كان والده هو العمدة. كان منزل لوران كليرك عائلة برجوازية نموذجية. عندما كان عمره عام واحد، سقط كليرك من كرسي في حريق، حيث عانى من حروق شديدة وحصل على ندبة دائمة على الجانب الأيمن من خده. اعتقدت عائلة كليرك أن هذا الصمم وعدم قدرته على شم الرائحة نتج عن هذا الحادث، ولكن كتب كليرك لاحقًا أنه غير متأكد وقد يكون قد ولد أصمًا وبدون القدرة على الشم. قدمت ندبة الوجه في وقت لاحق الأساس لإشارة اسمه، التي وافقت حرف الأبجدية اليدوية ل "U"، مضروب مرتين لأسفل على الخد الأيمن. أصبحت علامة اسم كليرك أفضل إشارة لهوية أصم شخصي في تاريخ الصم الأمريكي.
حضر كليرك المعهد الوطني لشباب الصم باريس ‏، وقام بتدريسه أبي سيكار والأصم جان ماسيو ‏. أصبح كليرك في النهاية مدرسًا هناك. في عام 1815 سافر مع سيكارد وماسيو إلى إنجلترا لإلقاء محاضرة والتقى بالمصادفة توماس هوبكنز جالوديت ‏ الذي كان مسافراً بحثًا عن وسائل لتعليم الأطفال الصم. دعي جالوديت لزيارة المدرسة في باريس. ثم في عام 1816، بعد بضعة أشهر من الترحيب، دعا كليرك لمرافقته إلى الولايات المتحدة لإنشاء أول مدرسة دائمة للصم في هارتفورد ، كونيتيكت، والتي تعرف الآن باسم المدرسة الأمريكية للصم ‏.
خلال الرحلة عبر المحيط، تعلم كليرك اللغة الإنجليزية من جالوديت، ولغة إشارة جالوديت من كليرك.
توفي عن عمر يناهز 83 عامًا في منزله في هارتفورد. يقول نعي عام 1869 في نيويورك تايمز، جاء كليرك إلى هارتفورد في عام 1816 وأصبح مدرسًا في عام 1817، ثم خدم أكثر من 50 عامًا "في قضية تعليم الصم والبكم" و "قدراته، وحماسته، وشخصيته الرحيمة" جعلوه محترمًا ومحبوبًا دائمًا. "  تزوج كليرك من إحدى أولى التلميذات إليزا كروكر بوردمان.

## إرثه
بشكل عام قبل بدء التعليم المنظم للصم، كان الأشخاص الصم يُعتبرون غير قابلين للتعليم ومساوين للبلهاء. أصبح لوران كليرك الشخصية الأكثر شهرة التي شكلت تعليم الصم في الولايات المتحدة كتجسيد مثالي للتربية وعقلية عالية للشخص الذي لم يستطع أن يسمع منذ الولادة أو أثناء مرحلة الطفولة المبكرة، وألا يتكلم، وعلى الرغم من ذلك، أجاد اللغة المحكية في أعمار مبكرة عن العمر الأساسي لاكتساب اللغة الطبيعية.
بسبب مساهمة كليرك العظيمة في التعليم الأمريكي للصم، تم تسمية العديد من الجوائز والمباني والصناديق وما إلى ذلك على اسمه، كما حدث على الأخص في جامعة جالوديت  

## فيلم
تم تصوير لوران كليرك في الفيلم الخيالي ساين جين ‏ ، وهو فيلم خارق عن طفرات الصم الذين يتمتعون بقوى خارقة للطبيعة من خلال استخدام لغة الإشارة، باعتباره الجد الأكبر الرابع للشخصية الرائدة توم كليرك (الذي يلعبه إميليو إنسوليرا). تم إصدار الفيلم في سبتمبر عام 2017.   

## أعماله
- «السيرة الذاتية لوران كليرك»، الفصل الثالث، في: تكريما لجالوديت - خطاب في ذكرى حياة وشخصية وخدمات القس. توماس هـ. غالوديت، إل. D. - ألقي أمام مواطني هارتفورد، 7 يناير 1852. مع ملحق، يحتوي على تاريخ تعليم ومؤسسات الصم والبكم، وغيرها من الوثائق. بقلم هنري بارنارد، 1852. صفحة 102.)
- يوميات رحلة لوران كليرك من فرنسا إلى أمريكا في عام 1816 (ويست هارتفورد، ط م: المدرسة الأمريكية للصم، 1952). 22 صفحة.
- خطاب كتبه السيد كليرك وقرأه بناءً على طلبه في امتحان علني للطلاب في ولاية كونيتيكت أمام الحاكم ومجلسي المجلس التشريعي ، 28 مايو 1818.
- خطاب في افتتاح جامعة جالوديت، 1864 .
- «ذكريات لوران كليرك»، بقلم LCT Silent World ، يوليو 1871، الصفحات 5-6. نسخة محفوظة 2008-05-28 على موقع واي باك مشين.
- «زيارات إلى بعض مدارس الصم والبكم في فرنسا وإنجلترا»، حوليات الصم الأمريكية:
  - المجلد 1، العدد 1، أكتوبر 1847 صفحات 62-66. نسخة محفوظة 2008-05-28 على موقع واي باك مشين.
  - المجلد 1، العدد 2، يناير 1848، الصفحات 113–120. نسخة محفوظة 2008-05-28 على موقع واي باك مشين.
  - المجلد 1، العدد 3، أبريل 1848، الصفحات 170-176. نسخة محفوظة 2008-05-28 على موقع واي باك مشين.

## روابط خارجية
- نصب كليرك (تمثال نصفي) في المدرسة الأمريكية للصم
- من كان لوران كليرك؟ (الصفحة الإلكترونية لمركز كليرك الوطني لتعليم الصم)
- كتابات لوران كليرك وحولها (صفحة مكتبة جامعة جالوديت على الإنترنت)
- لوران كليرك معلومات كويست
- Laurent Clerc Stamp Project على موقع واي باك مشين (نسخة محفوظة November 4, 1999)
- جمعية لوران كليرك
- يوميات رحلة لوران كليرك من فرنسا إلى أمريكا في عام 1816
- لوران كليرك المركز الوطني لتعليم الصم
- صندوق لوران كليرك الثقافي (جامعة غالوديت) مساعد الخريجين.
- صندوق لوران كليرك التعليمي، د / ب / مدرسة روكي ماونتن للصم (RMDS) نسخة محفوظة 30 ديسمبر 2010 على موقع واي باك مشين.
- About.com عن لوران كليرك
- موقع مقبرة لوران كليرك
- نعي لوران كليرك في صحيفة نيويورك تايمز، 19 يوليو 1869
- كتاب الأطفال: «لوران كليرك - قصة سنواته المبكرة» بقلم كاثرين كارول